# Kolešovický potok
Kolešovický potok je levostranný přítok Rakovnického potoka v okrese Rakovník ve Středočeském kraji. Je dlouhý 13,0 km, plocha jeho povodí měří 52,9 km² a průměrný průtok v ústí je 0,11 m³/s.

## Průběh toku
Potok pramení v lese na východním okraji Přírodního parku Jesenicko, asi 2 100 m severně od obce Oráčov v nadmořské výšce 452 m. Jeho tok směřuje na východ a asi po 1 000 m napájí malý rybník u osady Čížkov ve výšce 417 m n. m. Dále teče SVV směrem a ve vzdálenosti asi 3 700 m od pramene protéká obcí Zderaz ve výšce 389 m n. m. Pak protéká mezi poli až do obce Kolešovice (6,2 km a výška 368 m n. m.). Za obcí stáčí svůj směr na jihovýchod. Na 7,1 km  protéká pod železniční tratí (Kolešovka) a na svém 7,35 km přijímá zleva Hájevský potok. Dále pak na 8,8 km protéká středem obce Přílepy ve výšce 354 m n. m. Teče dále jižním směrem, stáčí se k jihovýchodu a na svém přibližně 12,35 km protéká pod silnicí č. II/228 ve vzdálenosti asi 1 200 m od obce Senomaty. Potom zhruba po 400 metrech, na svém 12,75 km v nadmořské výšce 328 m, se vlévá zleva do Rakovnického potoka.